# سودانکیلا ۲۴۷۹
سیارک ۲۴۷۹ (به انگلیسی: 2479 Sodankyla، نامگذاری:1942CB) دو هزار و چهارصد و هفتاد و نهمین سیارک کشف شده‌است که در ۶ فوریه ۱۹۴۲ کشف شد.
قدر مطلق سیارک برابر ۱۳٫۱۰ است.